# Аргентино-чилійська гонка морських озброєнь

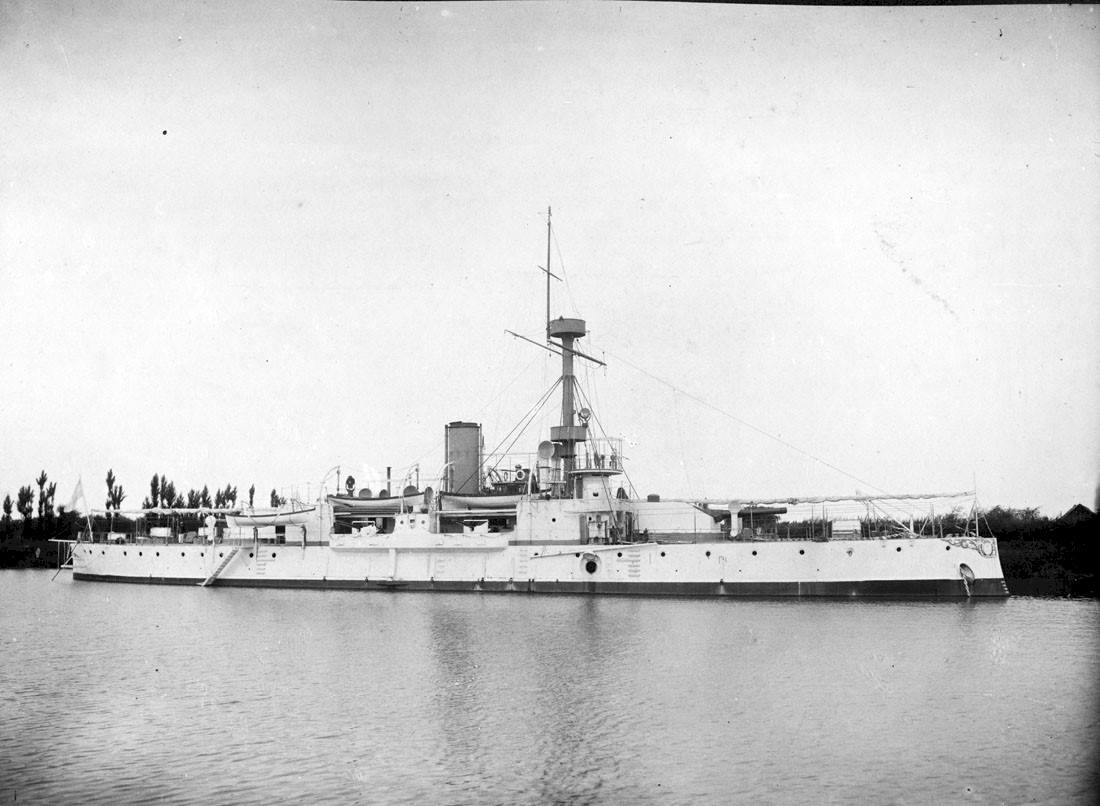
Броненосець «Лібертад», зображений тут у вигляді, який він мав близько 1893, був закладений у 1890 році у контексті гонки військово-морських озброєнь між Аргентиною та Чилі.

Наприкінці дев'ятнадцятого та на початку двадцятого століть південноамериканські держави Аргентина та Чилі брали участь у дороговартісній гонці військово-морських озброєнь, під час конкуренції за панування у Південному конусі.
Хоча чилійський флот був незначним в 1860-х роках, маючи лише п'ять військових кораблів, стурбованість Аргентини сильним Бразильським імперським флотом і війною Чилі проти Іспанії змусили цю державу, яка на той момент не мала боєздатних військових кораблів, придбати їх у 1870-х роках. Протягом цього часу дипломатичні відносини між Аргентиною та Чилі зіпсувалися через суперечливі претензії на кордон, зокрема в Патагонії. На початку 1880-х років, після війни на Тихому океані, чилійський уряд володів, мабуть, найсильнішим флотом на американському континенті. Вони планували додатково посилити його, передбачивши асигнування на 1887 рік для одного лінійного корабля, двох захищених крейсерів і двох торпедних канонерських човнів. Через рік Аргентина відповіла замовленням на два власних лінійних кораблі. Протягом наступних кількох років розгорталася гонка військово-морських озброєнь, коли кожна країна купувала та замовляла кораблі, які були трохи кращими за попередні кораблі, але аргентинці зрештою вийшли вперед, придбавши чотири броньовані крейсери типу «Гарібальді».
Гонка завершилася в 1902 році Травневими пактами, які були підписані за допомогою арбітражу Великої Британії, які містили зобов'язуючу угоду про обмеження військово-морських флотів. Обидва уряди продали або скасували кораблі, які вони замовили, і три великі військові кораблі були здебільшого роззброєні, щоб збалансувати силу флотів. Пакти розв'язали спори Аргентини та Чилі, і між країнами настав період дружніх відносин.
Це не тривало довго, оскільки спроба бразильського уряду відновити свої військово-морські сили викликала чергову гонку військово-морських озброєнь, у якій усі три країни замовили нові революційні дредноути — потужні лінійні кораблі, чиї можливості значно перевершували можливості старих кораблів ВМС інших держав.